# Betacam

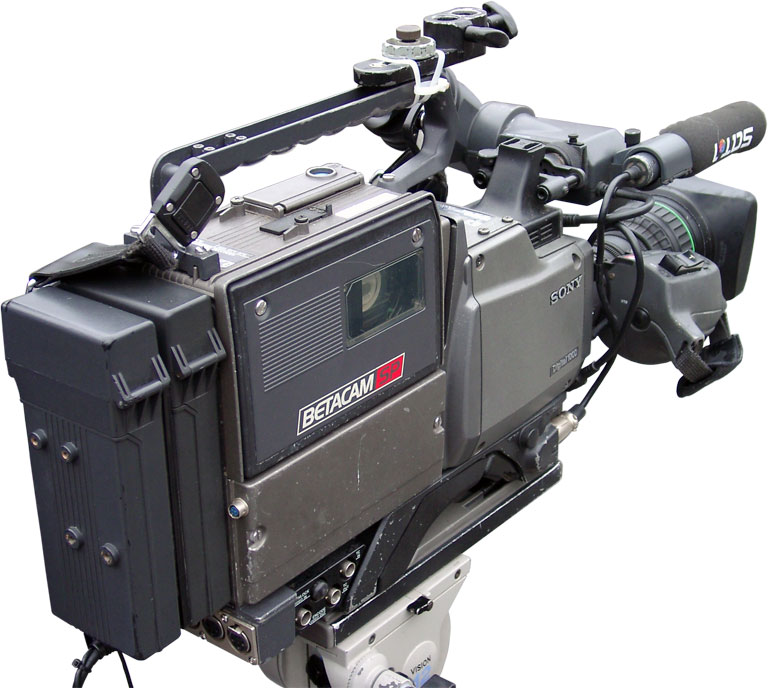
Professioneller Sony-Betacam-SP-Camcorder

Betacam ist ein 1982 von Sony entwickeltes professionelles (Broadcast-)Videoformat. Für die Camcorder dieses Systems übernahm man das Kassettengehäuse des gescheiterten Betamax-Heimsystems. Betacam wurde zu Betacam SP (1986), Digital Betacam (1993), Betacam SX (1996), Betacam IMX und zum Kino- und HD-Format HDCAM weiterentwickelt.
Betacam und seine Formate, unter dem Oberbegriff Sony-Halbzoll zusammengefasst, waren vor dem Übergang auf Speicherkarten und Server mit großem Abstand Marktführer für die Produktion von TV, HDTV und bandbasierendem digitalen Kino.

## Videoband
Betacam verwendet das schon von Betamax verwendete Band- und Kassettenformat, allerdings nutzt es ein anderes Aufzeichnungssystem und ist mit Betamax nicht kompatibel.

## Technische Details
Betacam zeichnet auf Oxidband (Remanenz: 750 Oersted) das Helligkeitssignal und die Farbdifferenzsignale R-Y B-Y (Cr Cb) mit getrennten Kopfpaaren auf getrennte Spuren im CTDM-Verfahren (Compressed-Time-Division-Multiplex-V.) auf. Die Farbdifferenzsignale werden in doppelter Geschwindigkeit, zeitlich komprimiert also, nacheinander auf die gleiche Spur geschrieben. Dies führt zu einer sehr hohen Farbqualität (die in keiner Weise vergleichbar ist mit der sichtbar bescheidenen Qualität bei analogen Consumergeräten wie S-VHS). Die Bildauflösung (Sehschärfe) des Luminanzsignals erreicht 4 MHz (−4 db) und stellt die Grenze des damals mit Oxidbändern Machbaren dar.
Es ist somit das erste kassettenbasierte Aufzeichnungsverfahren, das die von den 1-Zoll-C- und -B-Formaten erreichte Detailauflösung annähernd bietet und bei der Farbauflösung und -klarheit übertrifft, denn statt eines FBAS-Signals wird Component Video gespeichert. Die maximale Spieldauer von 36 Minuten ist für Camcorder ausreichend, für welche das System auch ursprünglich entwickelt worden ist.
Die Bandbreite des Farbkanales für die Aufzeichnung der Farbdifferenzsignale beträgt 1,5 MHz (−3 db). Es werden zwei Tonspuren mit (abschaltbarem) Dolby C und eine Adressspur (für SMPTE-Timecode) verwendet, VITC-Timecode wird in der Austastlücke aufgezeichnet.

## Vorkommen
Betacam wurde hauptsächlich im professionellen Bereich für ENG/EFP verwendet. Fast jeder Fernsehsender kann Betacam zumindest abspielen.

## Variationen
- Betacam SP war eine Weiterentwicklung – dank besseren Bandmaterials (Reineisenpartikel) und eines höheren FM-Trägers konnte die Luminanz-Bandbreite („Auflösung“) erweitert werden. Mit dem abwärtskompatiblen Format wurden größere Kassetten (bis zu 90/108 Minuten Spielzeit) und verbesserte Studiorecorder eingeführt.
- Digital Betacam ist digital und nutzt eine einfache Bilddatenkompression (blockbasiertes DCT-Verfahren).
- Betacam SX ist eine Weiterentwicklung von Betacam SP für das schnellere Kopieren und Übermitteln in digitaler Form und ermöglicht durch MPEG-2-Bilddatenkompression längere Spielzeiten. Es wurde vor allem von TV-Nachrichtenagenturen eingesetzt und ist preisgünstiger als Digital Beta.
- HDCAM ist das höchstwertige und teuerste Subformat. Es wurde vor allem für Kino- und HD-Produktionen eingesetzt.